# Anija
Anija é um município rural estoniano localizado na região de Harjumaa.